# نهائي بطولة الأندية العربية لأبطال الدوري 1995
نهائي بطولة الأندية العربية لأبطال الدوري 1995 هي المباراة النهائية للنسخة الحادية عشر من بطولة كأس العرب للأندية الأبطال وفاز وتوج بها نادي الهلال السعودي على الترجي الرياضي التونسي .

## الفرق
| الفريق | الإتحاد المحلي                    | الإتحاد القاري              | المنطقة      | وصول سابق (الخط الغليظ يشير إلى بطل تلك النسخة) |
| ------ | --------------------------------- | --------------------------- | ------------ | ----------------------------------------------- |
| الترجي | الجامعة التونسية لكرة القدم       | الاتحاد الأفريقي لكرة القدم | شمال أفريقيا | 2 (1986 ، 1993)                                 |
| الهلال | الاتحاد العربي السعودي لكرة القدم | الاتحاد الآسيوي لكرة القدم  | غرب آسيا     | 2 (1989 ، 1994)                                 |

## المباراة
| الترجي | 0–1     | الهلال      |
| ------ | ------- | ----------- |
|        | (تقرير) | الثنيان 17' |